# 菲島垂桉草
菲島垂桉草（学名：Triumfetta semitriloba）为田麻科垂桉草屬下的一个种。